# Hector Pieterson
Héctor Zolile Pitso o Hector Pieterson (Soweto, 19 de agosto de 1963 - Soweto, 16 de junio de 1976) se convirtió en el ícono de los levantamientos de Soweto del año 1976 en la época del apartheid en Sudáfrica cuando el reportero gráfico Sam Nzima tomó una fotografía de Héctor agonizante en brazos de un compañero, Mbuyisa Makhubo, acompañado por la hermana de Héctor, Antoinette. Dicha fotografía dio la vuelta al mundo. Héctor fue asesinado a la edad de 12 años cuando la policía abrió fuego en contra de unos estudiantes que protestaban. Por años, el 16 de junio fue un símbolo de la resistencia a la brutalidad del gobierno del apartheid. Actualmente se le conoce como el Día Nacional de la Juventud, un día en el cual los sudafricanos celebran a sus jóvenes y prestan atención a sus necesidades.

## El levantamiento de Soweto
El 16 de junio de 1976 unos escolares comenzaron a protestar por la imposición de la lengua afrikáans como medio de instrucción en las escuelas de Sudáfrica. Al término de ese día aciago, habían muerto 566 niños.
Existe un intenso debate acerca de la participación en el liderazgo de varias organizaciones estudiantiles, en particular la Organización Sudafricana De Estudiantes y el Movimiento de Estudiantes Sudafricanos en este levantamiento. El papel de los movimientos de liberación, del Congreso Nacional Africano y de Congreso Panafricano tampoco está claro.
Pero generalmente se acepta que las tensiones en las escuelas habían crecido desde febrero de 1976, cuando 2 maestros del directorio de la escuela Meadowlands Tswana fueron despedidos por negarse a enseñar en el idioma afrikáans. Los estudiantes y maestros de Soweto hicieron eco de este sentimiento y la Asociación de Maestros Africanos de Sudáfrica presentó un memorándum para este efecto al Departamento de Educación. Desde mediados de marzo, cerca de una docena de estudiantes fueron a huelga y muchos se negaron a presentar sus exámenes semestrales.

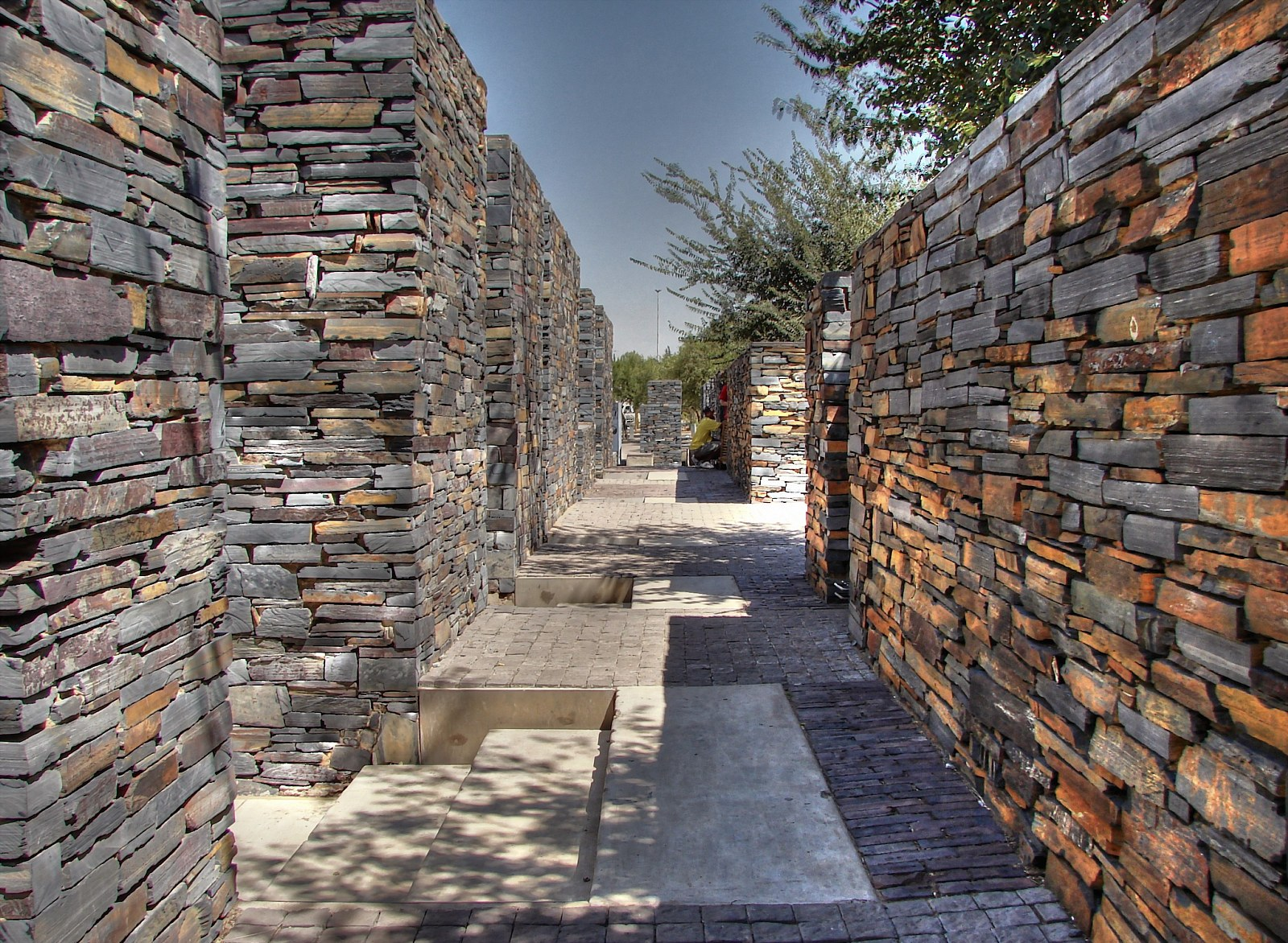
El museo Hector Pieterson, en Soweto (un barrio al oeste de Johannesburgo).

El 16 de junio, varios estudiantes de tres escuelas, Belle Higher Primary, Phefeni Junior Secondary y Morris Isaacson High planearon marchar desde sus escuelas al Estadio Orlando. Cuando llegaron a Matsike High (ahora Orlando High), la policía intervino y le ordenó a los niños dispersarse. Ellos comenzaron a cantar el Nkosi Sikelel y antes de que pudieran ser dispersados, la policía abrió fuego.
Hay versiones encontradas sobre quién dio la primera orden de disparar, pero rápidamente los niños corrieron en todas direcciones, dejando a otros niños heridos en el camino.
Se ha publicitado ampliamente que Hector fue el primer niño en morir ese fatídico día, pero otro niño, Hastings Ndlovu, fue el primero en ser asesinado. Pero en el caso de Hastings no había fotógrafos en la escena y su nombre nunca se hizo famoso.
Cuando Hector recibió el disparo y cayó en la esquina de las calles Moema y Vilakazi, fue recogido por Mbuyisa Makhubo (entonces de 18 años), otro estudiante, que junto a la hermana de Hector, Antoinette (de entonces 17 años), corrió al vehículo de prensa de Sam Mzima donde fue puesto y llevado a una clínica cercana, en donde fue declarado muerto. Mbuyisa y Mzima fueron acosados por la policía luego del incidente y ambos entraron en la clandestinidad. La madre de Mbuyisa dijo a la Comisión de Verdad y Reconciliación que recibió una carta de él en 1978 desde Nigeria, pero que desde ese entonces no había tenido noticias de él.
Hector Pieterson, junto con Hastings Ndlovu está enterrado en el Cementerio Avalon, Soweto.

## Nombre
Desde junio de 1976, el apellido de Hector ha sido escrito como Peterson por la prensa, pero los familiares insisten que la forma correcta es Pieterson. La familia Pieterson era originalmente la familia Pitso, pero decidió adoptar el apellido Pieterson para tratar de pasar por "mestizos" (la denominación para las personas de raza mixta en el tiempo del apartheid), ya que los mestizos gozaban de algunos privilegios en el apartheid de los que los negros no.

## Demanda controvertida
El 9 de agosto de 2002 el abogado estadounidense Ed Fagan interpuso una demanda de 50 000 millones de dólares en representación de las víctimas del apartheid contra las empresas y bancos estadounidenses que obtuvieron beneficios de sus tratos con el régimen del apartheid sudafricano. Entre los demandantes está Dorothy Molefi, la madre de Hector. El gobierno sudafricano, así como Nelson Mandela, Thabo Mbeki y Desmond Tutu, se distanciaron de la demanda.